# Ulrich Emanuel Andersen
Ulrich Emanuel Andersen, född 28 september 1851 i Köpenhamn, död där 14 maj 1925, var en dansk musiker. 
Andersen var lärjunge till Valdemar Tofte och Emilio Wilhelm Ramsøe. Han företog 1874–75 konsertresor till Sverige och Finland och blev 1890 dirigent vid Arenateatret i Tivoli. Han var under följd av verksam som lärare i musikteori och instrumentation och komponerade åtskilliga verk, vilka uppfördes av honom i Tivolis konsertsal.